# Freaky (Lied)
Freaky! (englisch für Ausgeflippt) ist ein englischsprachiger Popsong, der von Gianluigi Fazio, Henrik Steen und Nanna Bottos geschrieben, sowie von der italienischen Sängerin Senhit interpretiert wurde. Mit dem Titel sollte sie San Marino beim Eurovision Song Contest 2020 in Rotterdam vertreten.

## Hintergrund und Produktion
Senhit Zadik Zadik nahm bereits unter dem Künstlernamen Senit beim Eurovision Song Contest 2011 für San Marino teil, wo sie allerdings im Halbfinale ausschied. Im März 2020 wurde bekanntgegeben, dass sie unter dem Namen Senhit erneut für San Marino antreten werde. Zugleich wurde angekündigt, dass die Zuschauer zwischen zwei Titeln den Beitrag für den Grand Prix wählen könnten. Zwei Tage wurde das Ergebnis veröffentlicht, wobei der Titel Freaky! mit 51,6 Prozent knapp gegen Obsessed gewann.
Der Song wurde von Gianluigi Fazio und Michele Zocca produziert. Fazia schrieb ihn zusammen mit Henrik Steen und Nanna Bottos. Die Abmischung und das Mastering fanden durch Zocca statt. Freaky! wurde durch das Budapest Art Orchestra eingespielt, welches bereits für den Grand-Prix-Titel Voda und danach für den Titel Zjerm verantwortlich war. Das Dirigat führten Francesco Berta und Peter Pejtsik.

## Musik und Text
Der Titel ist hauptsächlich durch die Stilrichtung der Disco geprägt. Auf das zweizeilige Intro folgt die erste Strophe, welche hauptsächlich nur von einem Bass begleitet wird. Der Song ab dem ersten Refrain durch den Einsatz von Non-legato-gespielten Instrumenten bestimmt. Die erste Bridge ist mit dem Intro identisch, während die zweite Bridge gleich dem Outro ist.
Die Sängerin sagt, der Song sei dazu da, um das Leben zu feiern. Man solle sich loslösen von negativen Emotionen und das tun, wozu auch immer man Lust habe. Weiter handle der Titel von der Freiheit, sich nicht sorgen zu müssen, sowie sich nicht um Vorurteile zu kümmern.

## Mitwirkende
- Gesang: Senhit
- Begleitgesang: Senhit, Gianluigi Fazio, Nanna Bottos, Henrik Steen
- Musik, Text: Gianluigi Fazio, Henrik Steen, Nanna Bottos
- Produzent: Gianluigi Fazio, Michele Zocca
- Arrangement, Programmierung, Synthesizer: Gianluigi Fazio
- Abmischung, Mastering: Michele Zocca
- Bass: Henrik Steen, Gianluigi Fazio
- Gitarre: Michele Zocca, Gianluigi Fazio
- Bläserarrangement, Saxophon: Thomas Edinger
- Trompete: Ketil Duckert
- Streicherarrangement, Posaune: Nikolai Bøgelund
- Orchester: Budapest Art Orchestra
- Dirigat: Peter Pejtsik, Francesco Berta
- Ingenieur: David Lukacs (Pro Tools), Gabor Buczko (Aufnahme)
- Studio: Karmadillo Studios (Produktion, Arrangement), El Giradur Studio (Abmischung, Mastering), East Connection Music Recording, Studio 22 (Orchester)[6]

## Beim Eurovision Song Contest
San Marino hätte im zweiten Halbfinale des Eurovision Song Contest 2020 mit diesem Lied auftreten sollen. Aufgrund der fortschreitenden COVID-19-Pandemie wurde der Wettbewerb jedoch abgesagt.

## Rezeption
Der Blog Eurovisionary bezeichnete Freaky! als einen Titel, der veraltet und kitschig sei, aber trotzdem viel Spaß mache. Ähnliche Worte fand auch ESCXtra, aber bezweifelte, dass das Lied im Gegensatz zu anderen Wettbewerbsbeiträgen genügend Eindruck hinterlassen hätte. Man sehe den Versuch, in die Fußstapfen des vorherigen Beitrages Say Na Na Na zu treten. ESC Kompakt bewertete den Titel überwiegend schlecht und kritisierte einen fehlenden „musikalische[n] rote[n] Faden“. Er sei eine „beliebige Funk-Nummer“, welche „keine wirkliche Ausstrahlungskraft“ besitze.

## Veröffentlichung
Der Titel wurde im Rahmen des Digital Battle Eurovision am 7. März 2020 veröffentlicht. Das in den Cinecittà-Studios gedrehte Musikvideo wurde bereits zwei Tage später veröffentlicht. Regie und Produktion wurden von Luca Tommassini geführt. Kameramann war Ferran Paredes Rubio.